# Brigade de contrôle et de recherche
Une brigade de contrôle et de recherche (BCR) est un service déconcentré de la direction générale des Finances publiques attaché à une direction départementale (DDFiP) et est spécialisée dans la recherche et la lutte contre la fraude fiscale.
Les BCR sont composées, en moyenne, d’une dizaine d’agents encadrés par un chef de brigade. Elles ont en charge la collecte et le traitement des informations, notamment celles transmises par des tiers (entreprises privées, administrations, établissements et organismes divers, etc.) dans le cadre du droit de communication.
Elles sont pilotées par les directions spécialisées de contrôle fiscal (DirCoFi).